# Lepidocyrtus floridensis
Lepidocyrtus floridensis är en urinsektsart som beskrevs av Jerry Allen Snider 1967. Lepidocyrtus floridensis ingår i släktet Lepidocyrtus och familjen brokhoppstjärtar. Inga underarter finns listade i Catalogue of Life.